# Ernst Dospel
Ernst Dospel (* 8. Oktober 1976 in Absdorf) ist ein österreichischer Fußballspieler. Sein jüngerer Bruder Andreas ist ebenfalls als Fußballspieler aktiv und schaffte es als solcher immerhin bis in die drittklassige Regionalliga. Dieser ist derzeit beim niederösterreichischen Landesligisten SV Langenrohr aktiv. 

## Karriere
Dospels Karriere war einst untrennbar mit dem Verein Wiener Austria verbunden, wo er seit dem Alter von 14 Jahren spielte, nachdem er zuvor im Jahre 1986 seine Karriere beim SV Absdorf begann, bei dem einst bereits sein Vater spielte. Bei den Veilchen spielte der Verteidiger von 1995 bis 2006 in der Bundesliga und wurde in dieser Zeit zweimal österreichischer Meister. In dieser Zeit kam Ernst Dospel zu 19 Länderspielen für die österreichische Fußballnationalmannschaft. Am 31. August 2006 unterschrieb er einen Halbjahresvertrag beim SK Sturm Graz. Nach dieser Zeit wechselte er zum FC Superfund und bereits im Sommer 2007 weiter zur SV Ried. Im Sommer 2008 ging Ernst Dospel schließlich zum FC Admira Wacker Mödling in die zweitklassige Erste Liga. Nachdem die Admira im Frühjahr 2010 an dem neuerlichen Ziel, dem Aufstieg in die Bundesliga, gescheitert war, wurde Ernst Dospel beurlaubt. Ab Juni 2010 führte er als Spielertrainer den SV Absdorf und war danach im Jahre 2011 kurzzeitig dessen sportlicher Leiter. Am 26. Jänner 2011 kehrte er wieder in den Profibetrieb zurück und unterschrieb einen Vertrag beim österreichischen Zweitligisten First Vienna FC. Im Sommer 2013 wurde Dospel aufgrund seiner andauernden Verletzungsprobleme von der Vienna freigestellt, woraufhin er zum 2. Landesligisten SV Haitzendorf wechselte, wo er allerdings nicht wirklich für den offiziellen Spielbetrieb eingeplant wurde. Nach Haitzendorf kam er vor allem durch seine dort ebenfalls spielende Verwandtschaft Christian Schaller, der einst selbst als Profifußballspieler aktiv war. Zu offiziellen Einsätzen kam Dospel danach nicht mehr und stand in den Spielzeiten 2013/14 und 2014/15 weder im Kader ersten Kampfmannschaft noch im Kader des Reserveteams (lt. fussballoesterreich.at).